# Tschechischer Reisepass

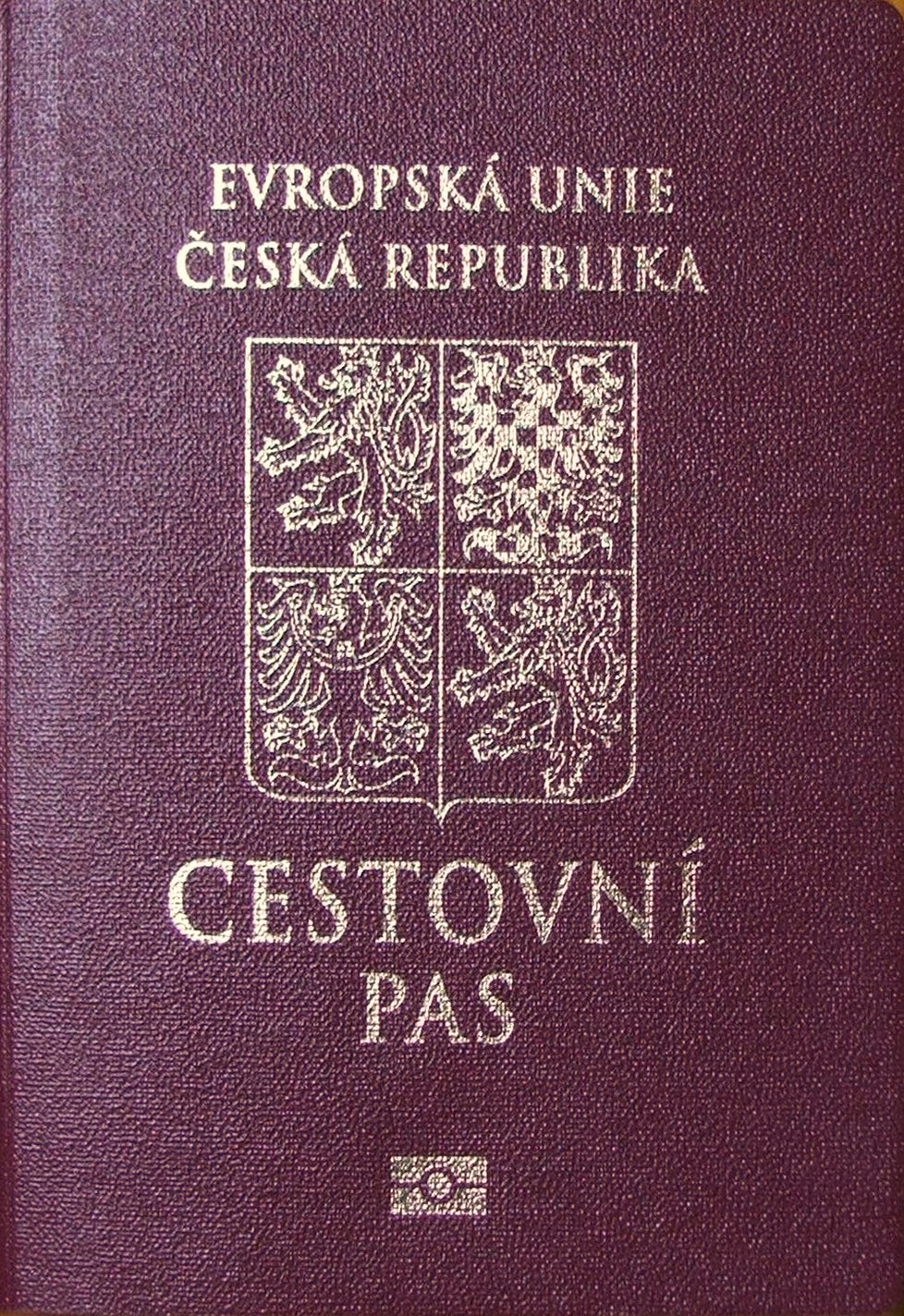
Biometrischer Reisepass (ab 2006)

Der tschechische Reisepass (tschechisch: cestovní pas) wird an die Staatsangehörigen der Tschechischen Republik vergeben und ist das primäre Reisedokument für Auslandsreisen. Der Reisepass entspricht dem von der Europäischen Union vorgegebenen Standard und hat einen bordeauxroten Umschlag.
Der Reisepass wird von den Kommunen herausgegeben und bleibt nach Aushändigung Eigentum des Staates.

## Informationen im Reisepass

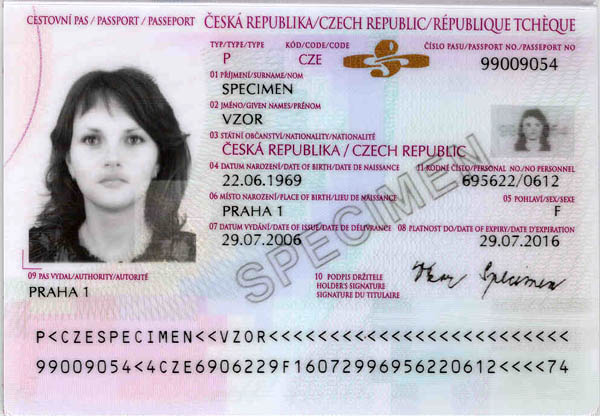
Die Informationsseite des Reisepasses (ab 2006)

Der Reisepass enthält in tschechischer, englischer und französischer Sprache folgende Informationen:
- Typ (P)
- Code (CZE)
- Passnummer
- Familienname
- Vorname
- Staatsangehörigkeit (Tschechische Republik)
- Geburtsdatum (TT.MM.JJJJ)
- Geburtsort
- Geschlecht
- Ausgabedatum
- Gültigkeitsdatum
- ausstellende Behörde

Die Informationen im Reisepass sind maschinenlesbar.

## Die modernen Reisepassserien
Die Serie 2006 waren die ersten biometrischen Reisepässe der Tschechischen Republik. Im März 2009 wurde die derzeitige Serie eingeführt. Die wichtigste Änderung ist die Zufügung zweier Fingerabdrücke.

## Diplomatenpässe
Neben dem diplomatischen Personal stehen Diplomatenpässe dem Präsidenten, früheren Präsidenten, Ministern der Regierung, Parlamentsmitgliedern, Richtern des Verfassungsgerichtes und zum Teil auch Familienmitgliedern der entsprechenden Gruppenangehörigen zu.

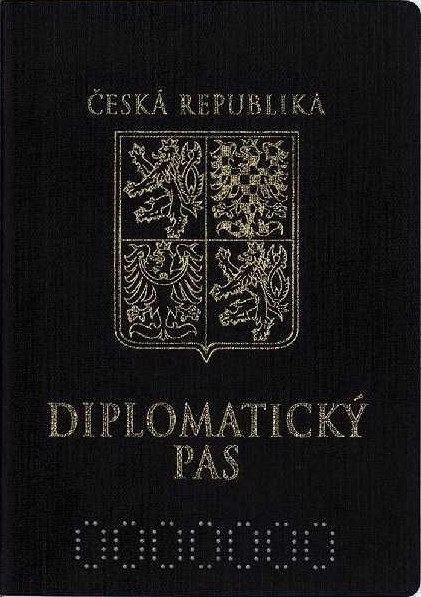
Cover
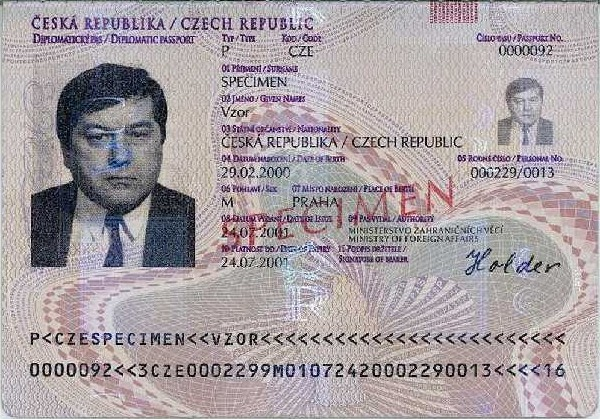
Data

## Visumspflicht für tschechische Staatsbürger

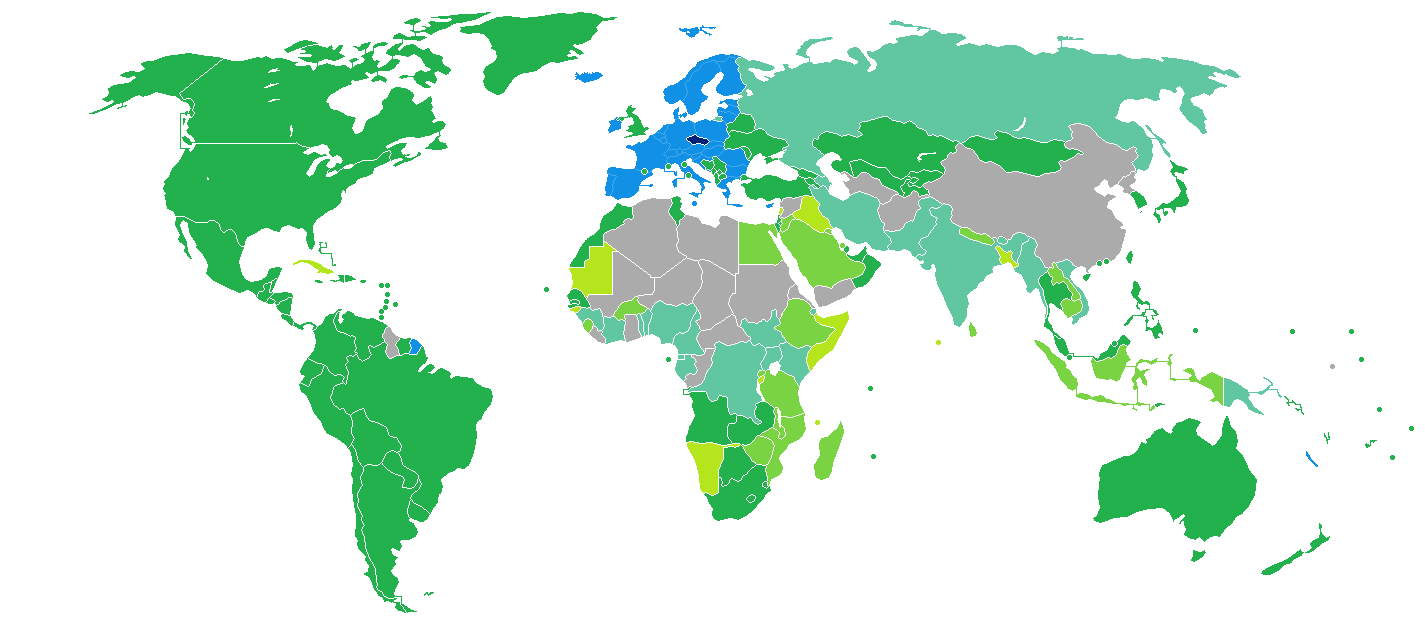
Länder und Gebiete mit Visumpflicht bzw. Visumbefreiung für tschechische Staatsbürger.
Freizügigkeit
Visumbefreiung/eTA/ESTA/eVisitor
Visum bei der Einreise
eVisum
Visum online/bei Einreise
Visum benötigt